# Wilhelm Böcklin von Böcklinsau (Pfalzgraf)

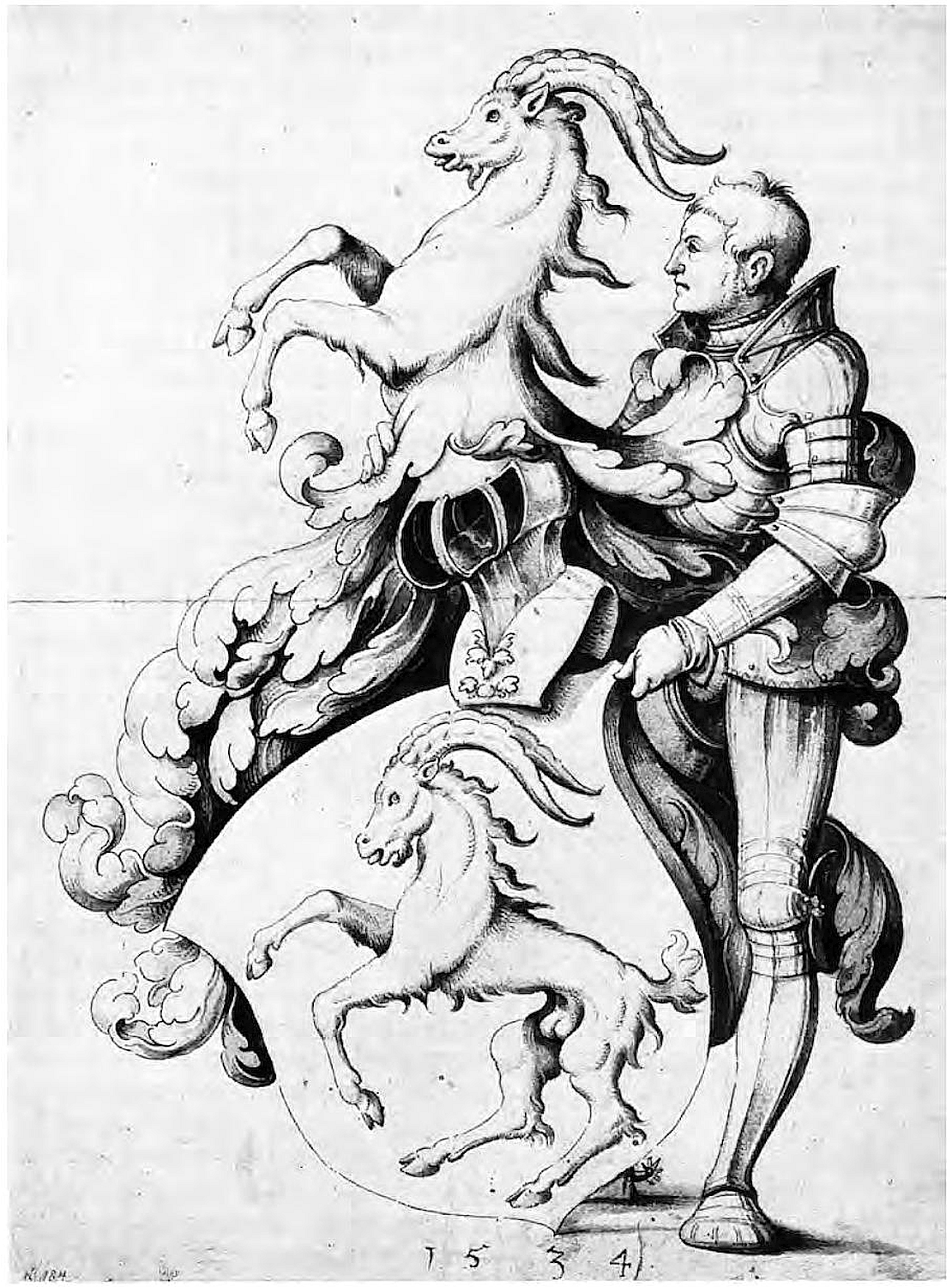
Hans Baldung Grien, Wappen der Familie Böcklin

Ritter Wilhelm Böcklin von Böcklinsau (* um 1500 in Straßburg; † 14. Oktober 1585 in Freiburg im Breisgau) war ein deutscher Hofmarschall und Dompropst des Domkapitels Magdeburg.
Er war der Sohn von Claudius Böcklin von Böcklinsau (* 1480; † 13. Mai 1537), Stettmeister zu Straßburg, und dessen zweiter Frau Magdalena Schnewlin zum Weyer (* um 1485, † 18. März 1537). Sein Geburtsjahr lässt sich nur auf den Zeitraum von 1500 bis 1510 eingrenzen. Er hatte eine Tochter Anna († 25. Juli 1571), die 1552 Lazarus von Schwendi heiratete.
Zur ärmeren Linie der Familie Böcklin von Böcklinsau gehörend, trat er in kaiserliche Dienste und wurde dort Hofmarschall. Am 8. November 1553 wurde er Dompropst zu Magdeburg; den Eid leistete er allerdings erst am 8. Mai 1559, wobei er in Freiburg wohnen blieb. Für seinen Namen gab es viele unterschiedliche Schreibweisen bzw. Falschschreibungen: Pocklin, Bockel, Pögklen, Peykel, Peckel, Bocklen.
Er war der Stifter der Boecklin-Kapelle im Freiburger Münster, die auch seine Grabeskapelle ist. Neben ihm sind dort noch seine Tochter Anna und sein Hofjunker Jakob von Scherenzgi († 1584) begraben. Zur Kapelle gehörte das romanische „Boecklin-Kreuz“, das aber nicht Bestandteil der Stiftung war.

## Geschichte
Nach Aussagen des Straßburger Festungsbaumeisters Daniel Specklin war er für den geistlichen Stand bestimmt und wurde Kanonikus in Altpeter in Straßburg, wozu keine Priesterweihe nötig war. Allerdings ist Specklin der einzige, der dies behauptet, und es besteht der Verdacht einer Verwechslung mit seinem Onkel Wolfgang Böcklin, einem späteren Kämmerer in Rom.
In Straßburg geboren und in Freiburg erzogen, immatrikulierte er sich 1523 an der Universität in Freiburg. Sein Studiengang ist nicht bekannt, man kann anhand seines Werdegangs aber annehmen, dass es das Studium der Rechte war. Bis 1534 ist nichts belegt, zu dieser Zeit war er Schultheiß in Freiburg. 1537 wurde er zum Obervogt von Rufach und zum Oberamtmann des bischöflichen Mandats bestellt. Er residierte für 7 Jahre auf der Feste Isenburg, um dann für fünf Jahre in die Hochburg bei Emmendingen zu wechseln. Am 22. Oktober 1544 starb seine erste Frau Christina von Kippenheim und er wurde von seinem Bischof aus dem Amt entfernt, da er einen unschuldigen Bürger „mit den Seinen gegen göttliches und menschliches Recht und gegen alle Gesetze zum Tode verurteilen wollte“. Dem lag wohl ein starkes Zerwürfnis mit der Stadt zugrunde, dessen Grund im „Butzenkrieg“ 1514 – einem Vorläufer der Bauernkriege – lag. Kurz darauf trat er in die Dienste des Markgrafen Ernst von Baden und war der letzte „Landvogt zuo hochburg“. 1550 wurde er von seinem Herzog zum Reichstag in Augsburg entsandt und traf dort am 8. Juli 1550 ein. Nachdem Antoine Perrenot de Granvelle, Bischof von Arras und die rechte Hand des Kaisers Karl V., auf ihn aufmerksam geworden war, teilte er dem Markgrafen mit, dass der Kaiser ihn zum Hofmarschall ernannt habe, er aber die Geschäfte seines Herrn weiter betreiben dürfe. Am 9. März 1551 wurde er als Wilhelm „Begkhlin von Begkhlinsaw“ von König Ferdinand zum königlichen Rat ernannt, sodass er in die Dienste des Kaisers trat.
In der Zeit von 1551 bis 1555 war er in den norddeutschen Landen, speziell in den Seestädten – den Vorläufern der Hanse –, als Diplomat des Kaisers unterwegs, wobei Küstrin einen Schwerpunkt bildete. Im Jahre 1553 wurde er Dompropst in Magdeburg, blieb allerdings in kaiserlichen Diensten. Am 20. August 1555, im letzten Jahr seines Dienstes für den Kaiser, wurde Wilhelm Böcklin in Brüssel die erbliche kleine Hofpfalzgrafenwürde (Comes palatinus Caesareus) verliehen, diese konnte nur auf Söhne mit einem Doktorgrad oder der Ratswürde übergehen.
Im Dezember 1555 schlichtete er die Unruhen, die durch den Gelehrten Justus Velsius – der vom Kölner Rat als Sacramentierer bezeichnet wurde – verursacht wurden, und sorgte dafür, dass Köln katholisch blieb, „bei der alten christlichen Religion mit Darsetzung ihrer Leib und Güter zu bleiben, gedenken auch kein andere Religion, dan sie von ihrer Mutter Brüsten gesogen, so lang ein Stein von ihrer Stadt auf dem anderen liegt, anzunehmen“. Vels und andere Aufrührer wurden festgesetzt.
Danach begann seine Zeit in Magdeburg, dort versuchte er mehrfach die Bischofswürde zu erlangen, womit er allerdings scheiterte und sich dann nach Freiburg orientierte; sein Amt als Dompropst blieb aber trotzdem erhalten, da dies auf Lebenszeit übergeben wurde. Seine Aktivitäten dort hinderten ihn aber nicht daran, am 23. Dezember 1562 den Kaiser in Freiburg an der gedeckten Brücke (Schwabentorbrücke) im Ornat des Dompropstes an der Spitze des Freiburger Rats zu empfangen.
Der Kaiser kam in Böcklins Haus „Haus zum Walfisch“ unter und nahm am 23. Februar 1563 am Landtag in Freiburg teil.

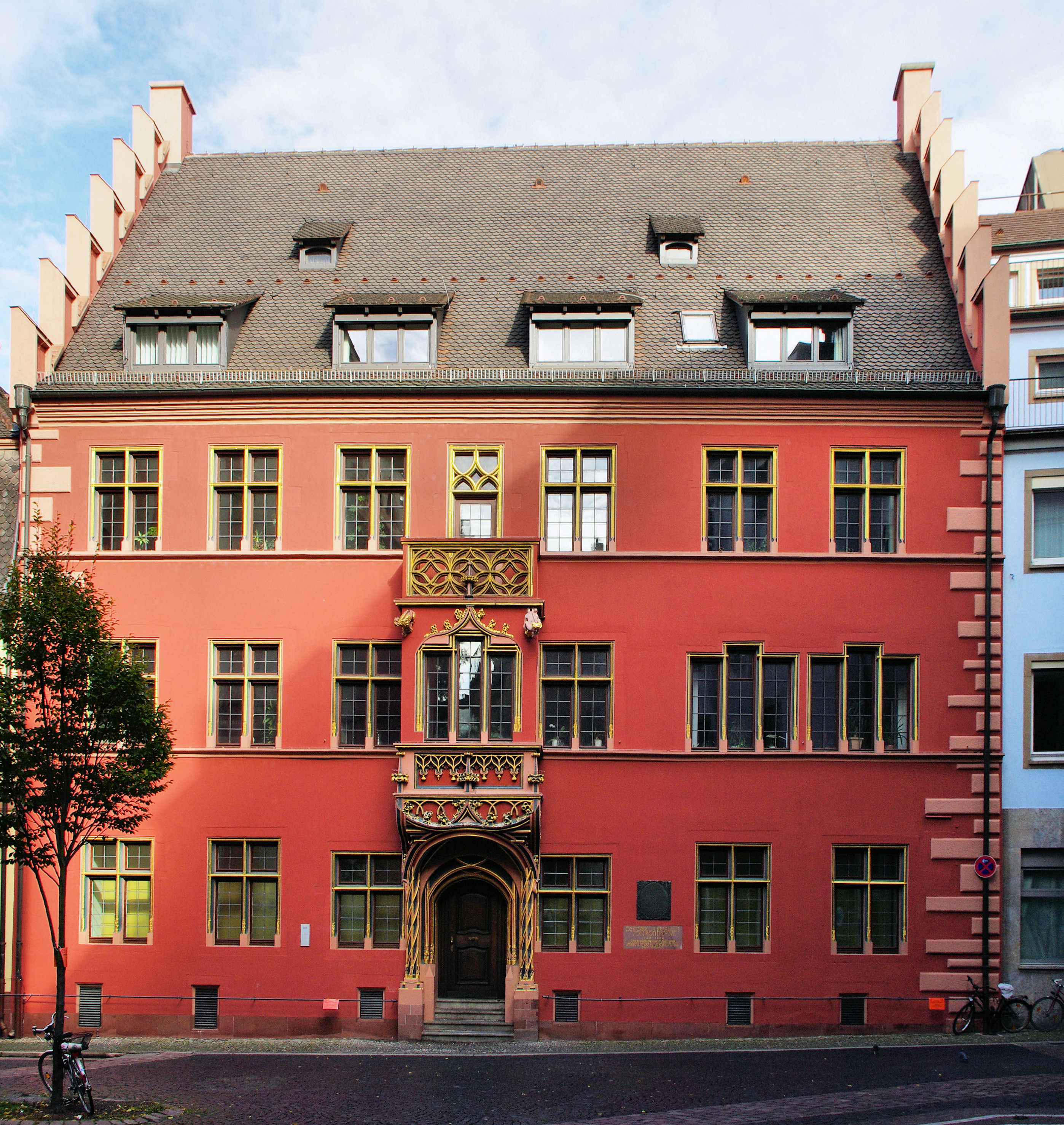
Haus zum Walfisch, Haupteingang in der Franziskanerstraße

In Freiburg hatte er mehrere wechselnde Besitzungen, so gehörten ihm zwischenzeitlich die Häuser „zur Haselstaude“, „zum Freudenberg“ und „zum Walfisch“ und auch ein Weinberg am Schlossberg, der an das Grundstück „am Fulenbrunnen“ angrenzte. Das Haus „zur Haselstaude“ (heute Teil des Hauses Herrenstraße 1) erbte er zwischen 1539 und 1554 und verkaufte es an Joseph Rör. Das Haus „zum Freudenberg“, das später „zur Streichnadel“ hieß, heute Nußmannstraße 9, erwarb er 1556 und veräußerte es schon 1559 weiter. Sein Domizil in Freiburg wurde das „Haus zum Walfisch“, heute Franziskanerstraße 3, er kaufte es 1565. Das Haus zum Walfisch wurde noch vor dem Tod der Tochter 1571 an sie und ihren Mann Lazarus von Schwendi übergeben, und im selben Jahre kaufte er den anderen Teil des Gebäudes, das Haus „zur weißen Lilie“, hinzu.

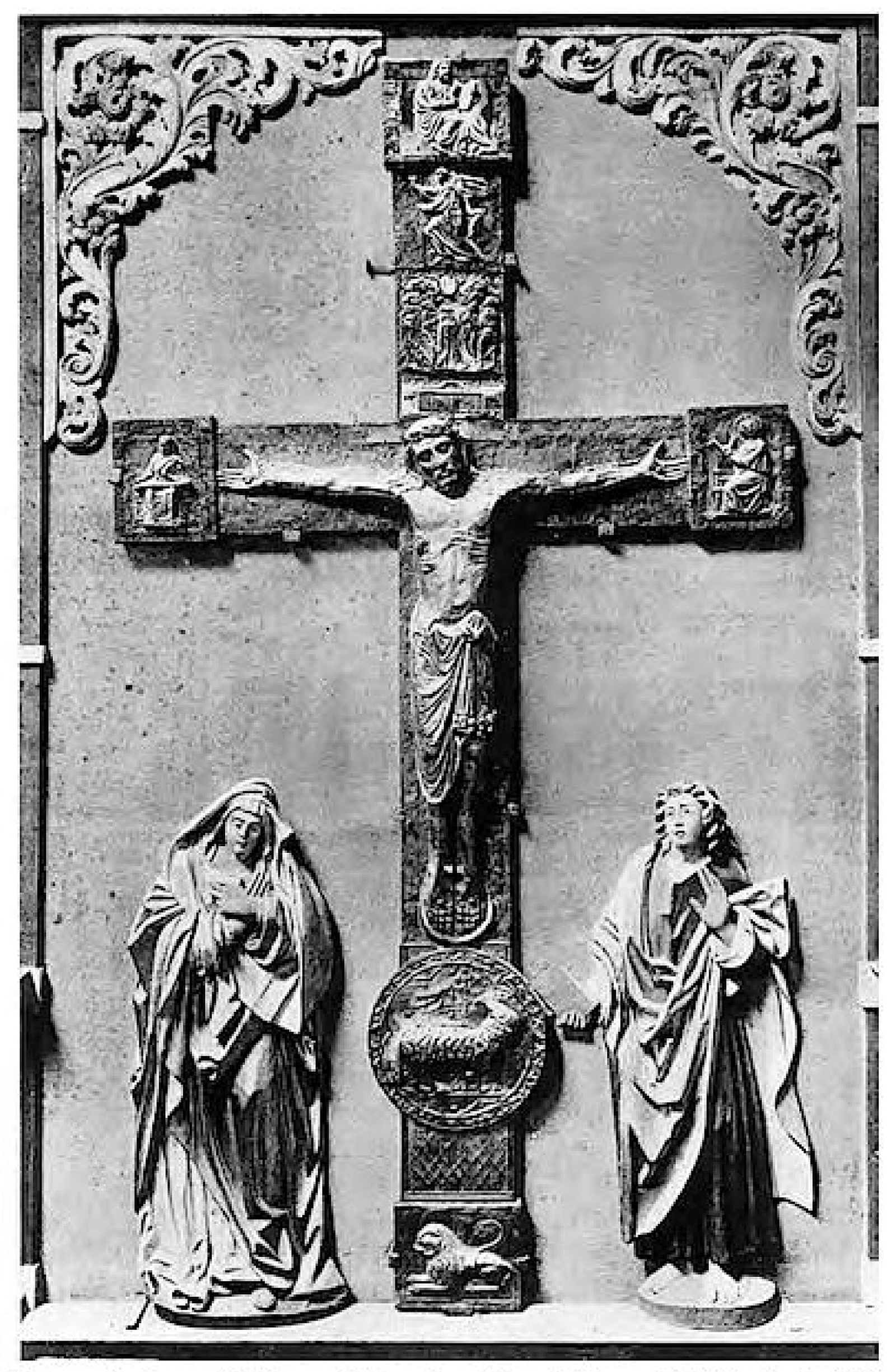
Das Böcklinskreuz

Wilhelm Böcklin ließ seinen Eltern in der Pfarrkirche Ste-Foy von Schlettstadt ein Denkmal setzen.